# Loïc Badé
Loïc Séri Badé (* 11. April 2000 in Sèvres) ist ein französischer Fußballspieler. Der Innenverteidiger spielt seit Januar 2023 beim spanischen Erstligisten FC Sevilla.

## Karriere
Der im Pariser Vorort Sèvres geborene Loïc Badé spielte in den Jugendabteilungen des AC de Boulogne-Billancourt und Paris FC, bevor er im Sommer 2017 in die Nachwuchsakademie des Le Havre AC wechselte. Gegen Ende der Saison 2017/18 spielte der Innenverteidiger erstmals für die Reservemannschaft in der viertklassigen Championnat National 2. In der nächsten Spielzeit 2018/19 war er bereits Stammkraft in dieser Auswahl und blieb dies vorerst auch in der darauffolgenden Saison 2019/20. Im November 2019 war er erstmals im Spieltagskader der ersten Mannschaft gelistet. Sein Debüt in der zweithöchsten französischen Spielklasse gab er am 10. Januar 2020 (20. Spieltag) beim 1:0-Auswärtssieg gegen Chamois Niort. In der verbleibenden Spielzeit absolvierte er sechs weitere Ligaspiele.
Am 15. Juni 2020 wurde der Transfer von Badé zum Erstliga-Aufsteiger RC Lens bekanntgegeben, bei dem er zum 1. Juli einen Dreijahresvertrag antrat. Sein Debüt bestritt er am 23. August (1. Spieltag) bei der 1:2-Auswärtsniederlage gegen den OGC Nizza. Bei seinem neuen Verein etablierte er sich rasch als Stammspieler in der Innenverteidigung. Nach nur einer Saison in Lens verließ er den Verein für eine Ablösesumme von 16,5 Millionen Euro, zuzüglich möglicher Bonuszahlungen in Höhe von 3,5 Millionen Euro, und schloss sich Stade Rennes an. Im September 2022 wechselte der Spieler für eine Saison auf Leihbasis zu Nottingham Forest.
Ende 2022 wurde die Leihe vorzeitig abgebrochen und Badé schloss sich leihweise dem FC Sevilla an. Er bestritt 19 von 23 möglichen Ligaspielen für Sevilla, in denen er ein Tor schoss, zwei Pokalspiele und sechs Spiele in der Europa League, in denen er ebenfalls ein Tor schoss. Die Saison endete mit dem Gewinn der Europa League 2022/23. Im Anschluss zog Sevilla die im Leihvertrag vereinbarte Kaufoption.

## Erfolge
- Europa League: 2022/23 (FC Sevilla)
- Silbermedaille bei den Olympischen Spielen: 2024 (Frankreich)